# Psykolingvistik

Neurolinguistiken tog sin början på 1800-talet delvis som ett resultat av intresse för språkstörningar. På bilden visas brocas område och wernickes centrum i hjärnan. Dessa områden styr talförmågan.

Psykolingvistik eller språkpsykologi är studiet av psykologiska och neurobiologiska faktorer som möjliggör för människor att anskaffa, använda och förstå språk. De tidiga insatserna i ämnet var i hög grad filosofiska, främst på grund av brist på data om hur hjärnan fungerar. Modern forskning använder biologi, neurovetenskap, kognitiv vetenskap och informationsteori för att studera hur hjärnan behandlar språk. Det finns ett antal deldiscipliner; allt medan säkrare metoder för att studera hjärnans neurologiska strukturer blivit mer spridda har exempelvis neurolingvistik blivit ett vetenskapsområde i sig.
Psykolingvistik täcker de kognitiva processer som gör det möjligt att generera en grammatisk och meningsfull sats från en vokabulär och grammatisk struktur, såväl som processer som gör det möjligt att förstå yttranden, ord, text med mera. Utvecklingsinriktad lingvistik studerar barns förmåga att lära sig språk.

## Studieområden
Psykolingvistik är interdisciplinärt till sin natur och studeras av forskare från ett antal olika fält, såsom psykologi, neurovetenskap och lingvistik. Det finns en rad delområden inom psykolingvistik som baseras på det mänskliga språkets komponenter.
Lingvistik-relaterade områden:
- Fonetik och fonologi behandlar studiet av språkljud. Inom psykolingvistik fokuserar forskningen på hur hjärnan behandlar och förstår dessa ljud.
- Morfologi är studiet av ordens struktur, särskilt relationerna mellan besläktade ord (såsom hund och hundar) samt formeringen av ord baserat på regler (såsom pluralformering).
- Syntax är studiet av de mönster som bestämmer hur ord kombineras tillsammans för att skapa satser (meningar).
- Semantik behandlar betydelsen hos ord och satser. Medan syntax rör satsernas formella struktur, behandlar semantiken satseras faktiska innebörd.
- Pragmatik handlar om rollen av sammanhang vid tolkandet av betydelse.

Psykologi-relaterade områden:
- Studiet av ordigenkänning och läsande undersöker processerna bakom utvinnandet av ortografisk, morfologisk, fonologisk, och semantisk information från mönster av skriven text.
- Utvecklingsinriktad psykolingvistik studerar nyfödda och barns förmåga att lära sig språk, vanligtvis med hjälp av experiment eller åtminstone kvantitativa metoder (i kontrast till naturalistiska observationer som de av Jean Piaget inom hans forskning om barns utveckling).

## Samtida frågor och forskningsområden
Psykolingvistik försöker utröna de beräkningar och processer som hjärnan använder för att förstå språk. Ett exempel är kohortmodellen som försöker beskriva hur ord hämtas lexikalt när en individ hör eller ser lingvistiska input.
Det finns ett antal obesvarade frågor inom psykolingvistik, såsom om människans förmåga att använda syntax baseras på (genetiska) hjärnstrukturer eller uppkommer från interaktioner med andra människor, samt om djur kan lära sig syntaxen hos mänskligt språk. 
Samtida forskning som använder icke-invaderande metoder för foto och genomlysning av hjärnan försöker sprida ljus över var språkprocesser sker i hjärnan. 
Fältet afasiologi behandlar språkstörningar som uppkommer på grund av hjärnskador. Forskning inom afasiologi kan både generera framsteg i terapier för personer som lider av afasi, liksom vidare insikter i hur hjärnan behandlar språk.